# Kpouèbo
Kpouèbo est une localité du centre de la Côte d'Ivoire et appartenant au département de Toumodi, dans la Région des Lacs. La localité de Kpouèbo est un chef-lieu de commune. Kpouèbo est composée de 3 quartiers : Alloubo, Yakro et Idjébo.
La ville est notamment connue pour son club féminin de handball, le Rombo Sports, l'un des meilleurs clubs ivoirien et africain des années 2000.